# Эйси Слейд
Э́йси Слейд (настоящее имя Эмиль Джон Шмидт IV; 15 декабря 1974 года) — вокалист и гитарист группы Acey Slade & the Dark Party и басист в Joan Jett & the Blackhearts и на концертах Тилля Линдеманна. До этого он был ведущим вокалистом и гитаристом в панк-рок-группе Trashlight Vision, которые распались 12 сентября 2007 года. Слейд наиболее известен как экс-гитарист в хоррор-панк/глэм-метал группе Murderdolls. Живёт в Бруклине, Нью-Йорк.

## Карьера
До Murderdolls и Wednesday 13 Слейд играл на бас-гитаре и позже на гитаре в группе Dope, заменив прежнего гитариста Триппа Эйзена, который также играл в составе Murderdolls. После того как Эйзен покинул Dope, Слейд пересел на гитару для записи альбома Life. Позже он оставил Dope и присоединился к Murderdolls, опять же, заменив Эйзена в качестве гитариста (сам Эйзен тем временем ушёл в Static-X). До прихода в Murderdolls (наряду с его работой в Dope), Слейд также был фронтменом группы, известной как Vampire Love Dolls. После того, как Murderdolls временно приостановили свою деятельность в 2004, Слейд выступал как гитарист в панк/метал кроссовер-группе Amen для их тура по Японии.
Слейд играл партии ритм-гитары в песне «Tired 'N Lonely» в сборном коллективе Roadrunner United в честь 25-летнего юбилея лейбла Roadrunner. Он сотрудничал с Джои Джордисоном, который также играл в Murderdolls. После распада Trashlight Vision Слейд стал участником группы Wednesday 13 во время их тура в 2008-м.
Слейд является одним из авторов книги Sex Tips from Rock Stars by Paul Miles, которая была выпущена издательством Omnibus Press в июле 2010 года и был также использован в качестве Motion-capture-модели персонажей Punk Singer и Rock Guitarist для видеоигры Rock Band 2.
В настоящее время Эйси занимается продвижением своей новой группы Acey Slade & the Dark Party, дебютный альбом которой The Dark Party был выпущен в 2010 году, а также играет на бас-гитаре в Joan Jett & the Blackhearts и периодически выступает как басист-сессионщик в Dope. В 2015 году Эйси Слейд записывает сольный альбом Valentines for Sick Minds.
В 2022 году Эйси присоединяется к сольному проекту Тилля Линдеманна, играя на бас-гитаре на концертах тура "Ich hasse Kinder" в Израиле и Дубае.

## Возвращение в Dope
25 сентября 2015 года Dope на официальном сайте анонсировали реюньон-тур по России и Украине. Тур примечателен тем, что в нём участвовали члены классического состава группы, как во время записи альбома Life, а именно: бессменный фронтмен Эдсел Доуп, Эйси Слейд, Вайрус и Рейсси Шей Харт.

## Оборудование
Joan Jett & the Blackhearts
- ESP Phoenix II-B basses
- Ampeg SVT-CL amps
- Ampeg SVT-810E cabinets
- Boss TU-2

Acey Slade & the Dark Party
- ESP Phoenix guitars
- ESP Eclipse-I guitars
- Peavey Penta amps
- Peavey Penta cabinets
- Boss TU-2

Ранее Слейд использовал:
- Gibson Les Paul guitars
- Gibson Firebird guitars
- BC Rich Mockingbird guitars
- ESP Vintage-4 PJ basses
- Epiphone Les Paul guitars
- Hughes & Kettner guitar amps
- Marshall guitar amps
- Tech 21 SansAmp

## Дискография
- 1997: Vampire Love Dolls — Vampire Love Dolls (вокал)
- 1999: Felons and Revolutionaries — Dope (бас)
- 2001: Life — Dope (гитара, бэк-вокал)
- 2004: TrashLight Vision EP — TrashLight Vision (вокал, гитара)
- 2005: Allergic To Home EP — TrashLight Vision (вокал, гитара)
- 2005: Roadrunner United — Roadrunner Records (ритм-гитара в песне «Tired 'N Lonely»)
- 2006: Alibis And Ammunition — TrashLight Vision (вокал, гитара) †
- 2008: Sex, Murder, Art, Baby! EP — Acey Slade (вокал, гитара, бас) †
- 2009: Black Season — His Mighty Robot (неизданное) †
- 2009: It Starts Here EP — Billy Liar (продюсирование, бэк-вокал, гитара) †
- 2009: She Brings Down The Moon EP — Acey Slade (вокал, гитара, бас) †
- 2009: Use It EP — Black Sugar Transmission (вокал в песне «I Dare You»)
- 2010: The Dark Party — Acey Slade & the Dark Party (вокал, гитара, бас) †
- 2010: The After Party EP — Acey Slade & the Dark Party (вокал, гитара, бас) †
- 2010: Spin The Bottle EP — Acey Slade & the Dark Party (вокал, гитара)
- 2011: Inside The Reptile House: Live From NYC — Acey Slade & the Dark Party (вокал, гитара)
- 2012: Recognise — JD & the FDCs (вокал в песне «The Secret»)
- 2012: Suicide Lullaby/Burn This City Down — Acey Slade & the Dark Party (вокал, гитара) — Split 7" с JD & the FDCs
- 2013: Unvarnished — Joan Jett & the Blackhearts (бас)
- 2015: Valentines For Sick Minds — Acey Slade (вокал, бас, гитара)

† — Продюсирование